# لحنيبلات (لمراسلة)
لحنيبلات هي إحدى مشيخات المملكة المغربية، تتبع جغرافيا لإقليم آسفي وإداريًا للمراسلة. يقدر عدد سكانها بـ 6992 نسمة حسب الإحصاء الرسمي للسكان والسكنى لسنة 2004.